# Oxypselaphus
Oxypselaphus is een geslacht van kevers uit de familie van de loopkevers (Carabidae). De wetenschappelijke naam van het geslacht is voor het eerst geldig gepubliceerd in 1843 door Chaudoir.

## Soorten
Het geslacht Oxypselaphus omvat de volgende soorten:
- Oxypselaphus dominici Brandmayr & Zetto Brandmayr, 1984
- Oxypselaphus obscurus (Herbst, 1784)
- Oxypselaphus pusillus (Leconte, 1854)
- Oxypselaphus thielei Brandmayr & Zetto Brandmayr, 1984